# Андронов, Александр Фёдорович
Алекса́ндр Фёдорович Андро́нов (9 сентября (27 августа) 1910, Псков, Псковская губерния, Российская империя — 22 августа 2000, Москва, Россия) — советский автомобильный конструктор. Лауреат Государственной премии СССР (1974). Профессор (1969).

### Биография
Родился 9 сентября (27 августа) 1910 года в Пскове. Мать — Мария Борисовна, урожденная Шебальская (1890—1982). Отец — бельгийский инженер Шарль Николя Мазюи (1870—1914). В 1914 году Мазюи скончался от серьезной травмы на производстве. Мария Борисовна вторично вышла замуж за Федора Петровича Андронова, который усыновил Александра.
В 1931 окончил Автомобильно-дорожный техникум при Мособлдортрансе по специальности «Техник-механик по автоэксплуатации», в 1941 — Московский институт механизации и электрификации сельского хозяйства (МИМЭСХ), получив квалификацию инженера-механика.
В 1927—1932 гг. работал слесарем-механиком на автомобильных заводах АМО и «Спартак» в Москве, автотранспортным инспектором в Сибири и на Алтае.
В 1933—1942 гг. работал в Научном автотракторном институте (НАТИ, ныне НАМИ). Сначала водителем-испытателем, затем техником и инженером. Принимал участие в испытаниях грузовых автомобилей, автобусов, двигателей, в разработке различных агрегатов и транспортных средств — мотоциклов, снегоходов, легковых автомобилей. Самой известной разработкой тех лет стал созданный им образец вездеходного легкового автомобиля АР-НАТИ (автомобиль-разведчик НАТИ), который вошел в историю легких армейских автомобилей в СССР.
В военные годы занимался восстановлением производства на ЗИС. Находясь полгода на Сталинградском фронте занимался исследованием особенностей эксплуатации полугусеничной тяги противника и тягача ЗИС-42, в разработке движителя для которого принимал непосредственное участие.

#### На МЗМА (АЗЛК)
С 1944 начальник экспериментального цеха, руководитель конструкторского сектора, заместитель главного конструктора завода КИМ (затем МЗМА), где велась разработка агрегатов и будущего автомобиля Москвич-400.
С 1949 по 1972 — главный конструктор Московского завода малолитражных автомобилей (МЗМА). Под его руководством спроектированы автомобили «Москвич» моделей 401, 402, АПА-7, 403, 410, 411 (один из первых в мире кроссоверов), 407, 408 и 412, 2140, 2141 серий 3-5-1 — 3-5-3, общее количество которых со всеми модификациями более 50. В эти годы «Москвич» был ведущим в СССР производителем массовых легковых автомобилей, поставщиком продукции на рынки Западной и Восточной Европы, Азии и Африки и победителем автомобильных ралли мирового уровня.
Разработанная заводским Отделом главного конструктора (ОГК) модель Москвич-444 стала прототипом будущего «Запорожца» ЗАЗ-965. А. Ф. Андронов, будучи членом советской делегации на переговорах с фирмой Fiat по проекту будущего ВАЗа, добился передачи в составе документации на модель Fiat-124 наиболее перспективных инженерных решений — генератора переменного тока, верхнего расположения распределительного вала, повышенных требований к безопасности и др., чему активно противилась итальянская сторона.

#### Другая деятельность
Деятельность главного конструктора А. Ф. Андронов сочетал с работой по подготовке инженерных и творческих специалистов. Являлся членом авто-бронетанковой комиссии ВАК СССР, профессором кафедры ''Автомобили'' МАМИ, членом Государственной экзаменационной комиссии МВХПУ (бывшее Строгановское). Был членом ученых и технических советов ряда НИИ и ВУЗов. Автор целого ряда автомобильных книг и статей.
На протяжении всей жизни увлекался изобразительным искусством, в 1939 участвовал в оформлении павильонов ВСХВ (ВДНХ, ВВЦ) и различных технических экспозиций автомобильного профиля. Оставил после себя много графических и живописных работ.
Скончался 22 августа 2000 года. Похоронен в Москве на Бутовском кладбище.